# Höhere Mädchenschule

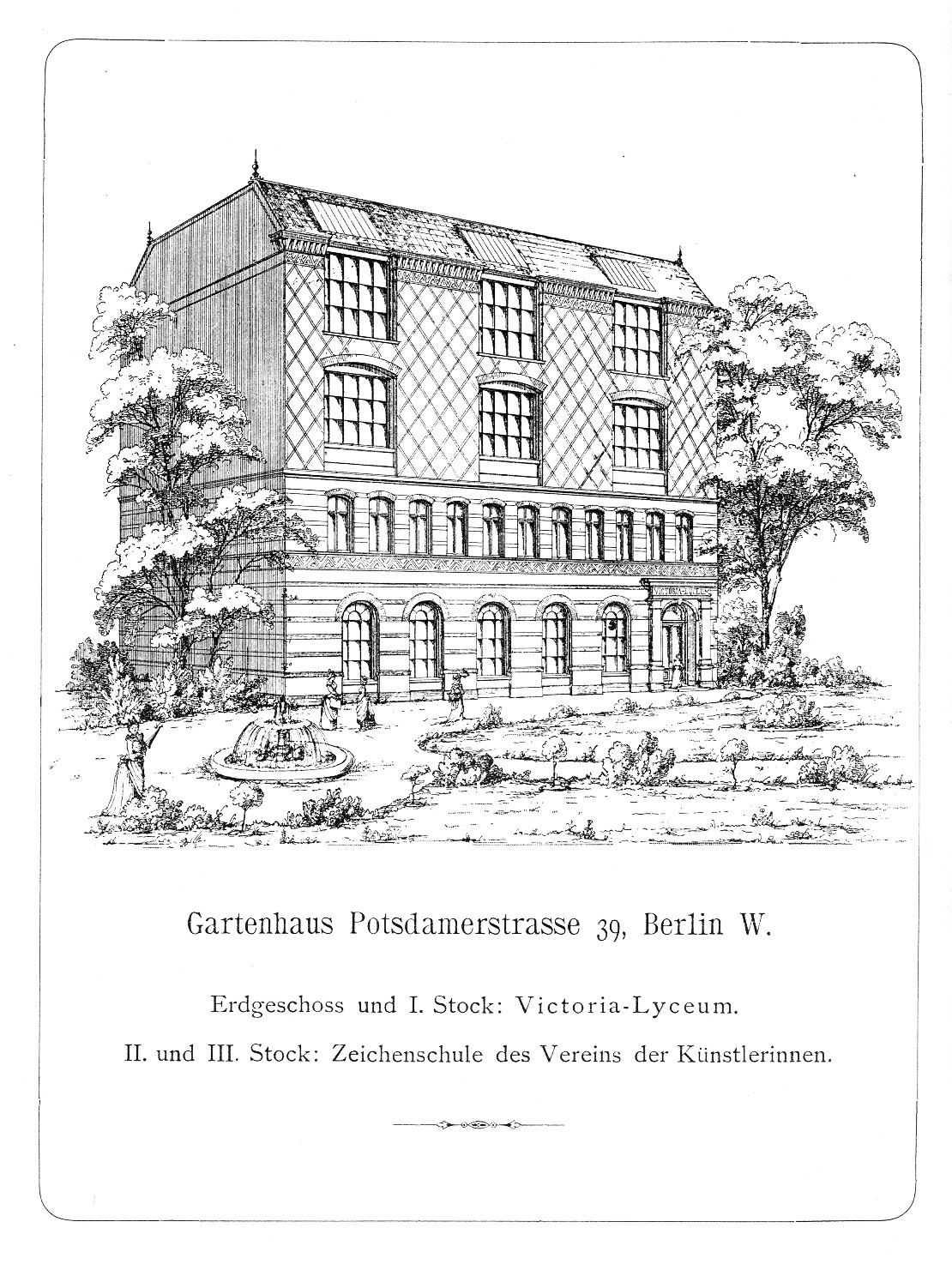
Das Victoria-Lyceum in Berlin, 1893

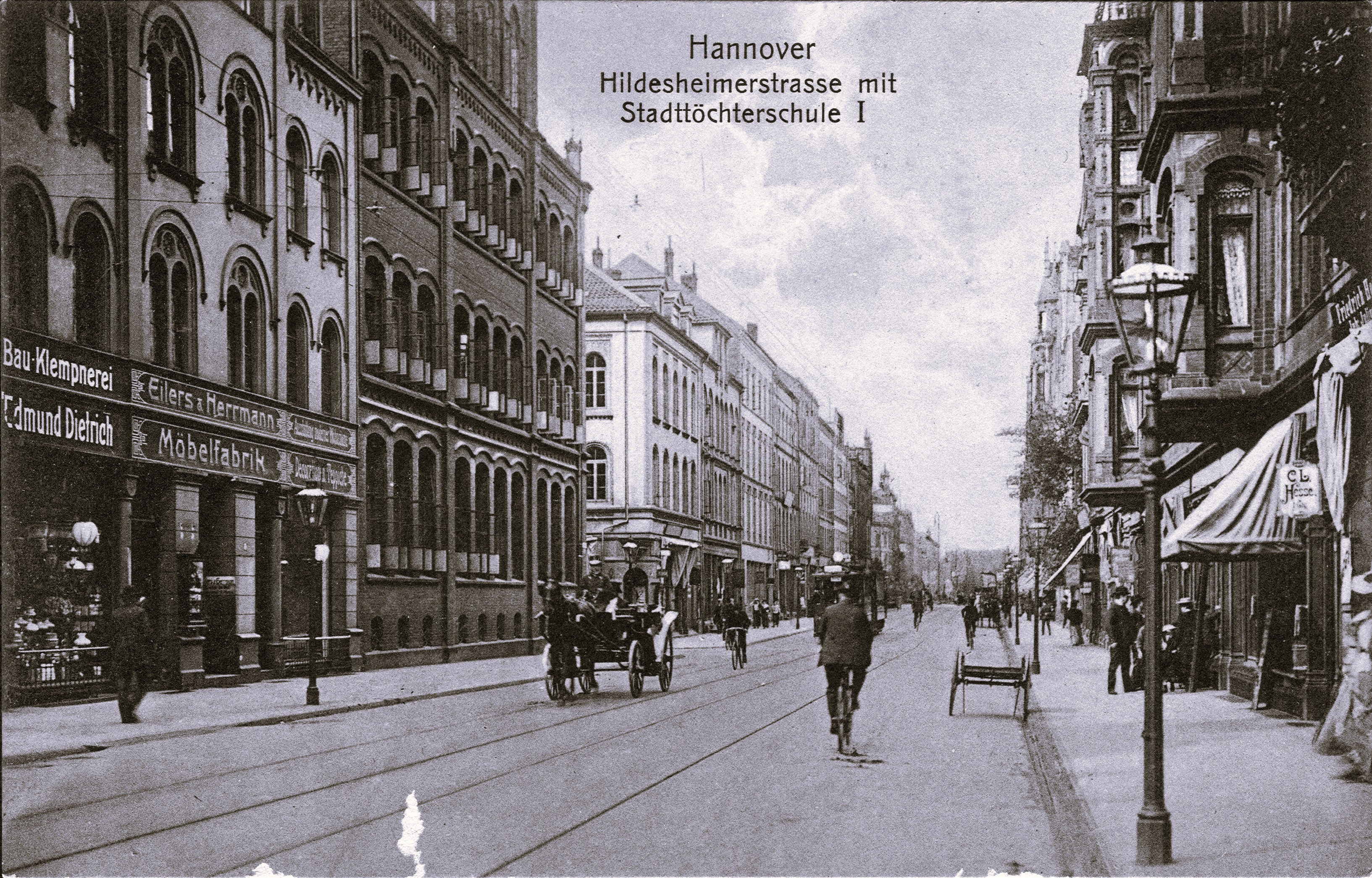
Stadttöchterschule I in Hannover, 1906, zweites Gebäude auf der linken Seite

Höhere Töchter Schule Wiesbaden, 1912

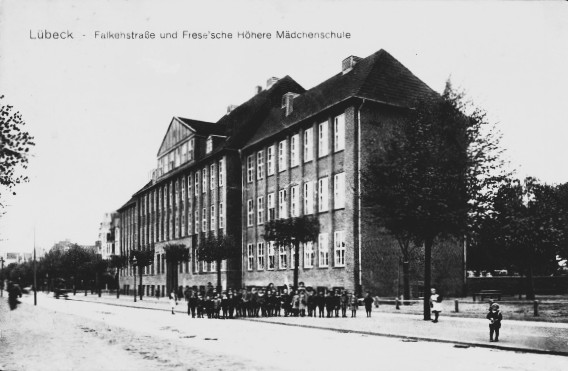
Freese'sche Höhere Mädchenschule in Lübeck, 1914

Höhere Mädchenschule  (auch Höhere Töchterschule oder ähnlich) war eine Bezeichnung für Bildungseinrichtungen für Mädchen vom 18. bis zum 20. Jahrhundert. Diese führten jedoch nicht zum Abitur wie die späteren Mädchengymnasien. Dieser Artikel beschreibt vor allem die Geschichte in Deutschland.

## Bezeichnungen
Als höhere Schulen wurden Schulen bezeichnet, deren Unterricht über den der Elementarschule und Volksschulen hinausging und eine allgemeinere „geistige Bildung“ zum Ziel hatte.
Die offizielle Bezeichnung war im 19. Jahrhundert meist Höhere Töchterschule oder Lehr- und Erziehungs-Anstalt.
Ende des 19. Jahrhunderts gab es in Sachsen zum Beispiel die Bezeichnungen Höhere Töchterschule, Lehr- und Erziehungs-Anstalt für Töchter höherer Stände, Lehr- und Erziehungs-Anstalt für Töchter gebildeter Stände, Lehr- und Erziehungs-Anstalt für Mädchen, Lyceum, seltener Höhere Mädchenschule, ähnlich auch in anderen deutschsprachigen Territorien. Einige waren mit einem Mädchenpensionat verbunden.
Etwa seit 1875 gab es die fachliche Abstufungen zu Mädchen-Mittelschulen bzw. Mittlere Töchterschulen und Elementar-Töchterschulen, diese Bezeichnungen bezogen sich aber auf das Niveau der Ausbildung, nicht auf die soziale Herkunft der Schülerinnen.
Seit etwa 1920 setzten sich dann vor allem die allgemeinere Bezeichnung Mädchenschule (öffentlich, evangelisch, katholisch, privat) oder konkrete Bezeichnungen wie Elisabethschule durch. Daneben gab es in dieser Zeit auch Mädchengymnasien.

## Geschichte

Schülerinnen des Geestemünder Lyzeums 1919

Die erste höhere Mädchenschule im deutschsprachigen Raum war das 1698 gegründete Gynaeceum des Bildungsreformers August Hermann Francke in Halle (Saale). Dieser war von Bildungsbestrebungen in Frankreich beeinflusst, die vor allem eine Bildung für das häusliche Leben vorsahen. Danach wurden weitere Mädchenschulen gegründet, Grundziel blieb aber immer auch eine Bildung zur Unterstützung des Ehemannes, auch als geistige Anregung.
Die Frauenrechtlerin Helene Lange bemerkte über ihre Zeit in einer höheren Töchterschule um 1860 später

„Man lernte nicht übermäßig, der Verstand wurde so weit geschont, daß man ihn nachher noch hatte.“

1872 forderten Mitglieder des Deutschen Vereins für höhere Mädchenschulen  klarere Vorgaben für Lehrpläne, höhere Ausbildungsanforderungen an die Lehrkräfte, eine klarere Abstufung in höhere, mittlere und Elementar-Mädchenschulen und weitere Verbesserungen von den jeweiligen regionalen Schulbehörden. Diese wurden in einigen kleineren Territorien wie Baden, Sachsen und Württemberg auch bald umgesetzt, während es in Preußen nur teilweise und mit einigen Jahren Verzögerung erfolgte. Dieses führte auch zu einem Anstieg des fachlichen Niveaus in den einzelnen Fächern, sodass ein Kritiker höherer Mädchenbildung spottete

„Auf dem Gebiete der deutschen Sprache werden die Schülerinnen schon im Alter von sieben Jahren unter die Zucht der Grammatik gestellt; sie lernen im Laufe der Schulzeit jeden Begriff in sein ihm gebührendes Fach einfügen als Concretum oder Abstractum, als Stoff-, Sammel-, Eigennamen, als starkes oder schwaches Verbum, als Adjectiv oder Adverb, als entgegenstellende, erweiternde, bedingende Conjunction, sie unterscheiden „nackten“ und „bekleideten“, Haupt- und Nebensatz, Subject- und Objectivsatz, Attributiv- und Adverbialsatz (Papa Obergerichtsrath, Onkel Medicinalrath, könnt ihr das auch?). (…)  Jedenfalls ist es unerläßliche Forderung sowohl für die anmuthige Wirthin des reichen Hauses, als für die sorgsame Mutter am Bettchen ihres kranken Kindes, daß sie weiß, wie viel Zähne und wie viel Krallen der Waschbär hat, in welche Classe nach Linnaeus der türkische Schwarzkümmel gehört, und wie der Kopf des Bandwurms, die Füße der Spinnen und Kröten und die Sauginstrumente der Blattläuse beschaffen sind.“

1887 beklagten die Frauenrechtlerin Helene Lange und andere in einer Petition an das preußische Abgeordnetenhaus und das Unterrichtsministerium die mangelnde Qualität des Systems der Mädchenschulen und forderten eine stärkere Gleichberechtigung in der Bildung.
Seit 1893 entstanden die ersten Mädchengymnasien in deutschen Territorien, die eine Zulassung zu einem Universitätsstudium möglich machten.
1908 wurde endlich ein Gesetz durch das preußische Unterrichtsministerium erlassen, das das Bildungssystem von Mädchenschulen einschließlich der Abschlüsse regelte. Dieses ging auf das Engagement von Helene Lange und dem preußischen Kulturpolitiker Friedrich Althoff, aber auch von zahlreichen anderen Reformern, darunter der deutschen Kaiserin Auguste Viktoria, zurück.

„Das Jahr 1908 bildet ohne Zweifel einen bedeutsamen Fortschritt auf dem Gebiete der preußischen Mädchenbildung, und die Reform des Mädchenschulwesens kann als einer der großen Erfolge der deutschen Frauenbewegung angesehen werden.“

1910 folgte ein ähnliches Bildungsgesetz im Königreich Sachsen.
Seit 1919 wurden die Möglichkeiten von höheren Mädchenschulen im Deutschen Reich liberalisiert und erweitert.

## Strukturen

### Bildungsziele
Das Hauptziel der Schulen war zunächst vor allem die Vorbereitung der jungen Mädchen auf ihre späteren häuslichen Pflichten als Gattin und Mutter.
Die Schulabschlüsse berechtigten in dieser Zeit nicht zu weiterführenden Ausbildungen, Der Besuch eines Lehrerinnenseminars war lange Zeit die einzige Möglichkeit einer weiterführenden und berufsqualifizierenden Schulbildung für junge Frauen.
Seit etwa 1890 konnten Schülerinnen aber extern an Jungengymnasien das Abitur ablegen (wenn sie sich die notwendigen zusätzlichen Unterrichtsstoffe, auch in Latein und Griechisch privat angeeignet hatten.) Seit etwa 1893/1900 konnten sie auch die neuen gymnasialen Kurse oder Mädchengymnasien besuchen, die ihnen dann eine Berechtigung für ein Hochschulstudium ermöglichten.
Im frühen 20. Jahrhundert verbesserten sich die Bildungsmöglichkeiten für Mädchen etwas, auch nach 1919. 

### Träger
Die meisten höheren Mädchenschulen wurden privat geführt, meist von Frauen, öfter auch verbunden mit einem Pensionat. Die anerkanntesten waren aber die städtischen höheren Mädchenschulen, außerdem gab es auch konfessionelle evangelische oder katholische Einrichtungen.
Die Schulgelder waren in den einzelnen Schulen verschieden und bestimmten so, ob es mehr wohlhabendere Schülerinnen oder mehr aus den mittleren Schichten gab.
In einigen Fällen wurde dieses aber wahrscheinlich von Stiftungen für ärmere Familien bezahlt, wie bei den Jungen auch.

### Weitere Rahmenbedingungen

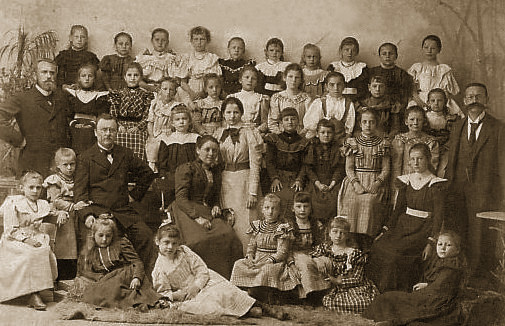
Schülerinnen und Lehrkräfte der höheren Töchterschule Feuerbach bei Stuttgart, 1900

Die höheren Mädchenschulen boten eine Lehrdauer oft zwischen sieben bis zehn Jahren an. An den größeren gab es über zehn Lehrer und Lehrerinnen, von denen die meisten eine entsprechende Ausbildung absolviert hatten.
Die Klassen waren meist zwischen ein und 25 Schülerinnen groß, in einigen Mädchenschulen gab es in den unteren Jahrgängen auch Jungen.
Eine Altersgrenze war die Konfirmation oder Firmung mit etwa 14 Jahren, einige Schulen erklärten, dass sie erst danach Schülerinnen aufnehmen.

### Unterrichtsinhalte
Allgemeines
In den höheren Mädchenschulen wurden die Schülerinnen zunächst vor allem für häusliche Tätigkeiten ausgebildet, wie in Hauswirtschaft und Handarbeiten. Die konkrete Gestaltung des Unterrichts war dabei vielfältig und an keine Vorgaben gebunden.
In den meisten höheren Mädchenschulen wurden auch Grundkenntnisse in deutscher Sprache und Grammatik, Rechnen, Schönschreiben, sowie die Fremdsprachen Französisch und Englisch, mitunter auch Kunstgeschichte vermittelt, außerdem musische Angebote wie Malen, Singen.
Seit etwa 1870 wurde in einigen auf eine ausgewogene körperliche Ausbildung geachtet, mit Turnunterricht und teilweise Tanzen.
Einzelne Beispiele
Eine private Erziehungs- und Unterrichts-Anstalt in Dresden versprach 1875 Eine harmonisch, Körper und Geist gleich berücksichtigende Erziehung. (...) Verkürzte Lectionsdauer und gute Lehrkräfte ermöglichen die notwendige Zeit für tägliche Turnübungen und Erholung im Freien.
Eine private höhere Mädchenschule in Ratzeburg warb um 1904 mit einer Erstklassigen Ausbildung in Sprachen, Literatur, Handarbeiten, Malen, Kunstgeschichte, usw. Vollständiger Ausbildung im Haushalt bis zur Selbstständigkeit. (...) Anleitung zu taktvollem Benehmen.
Die Elisabethschule in Dresden bot 1907 Winterkurse für Italienisch, Französisch, Englisch, Verkehrsgeographie und Kolonialgeschichte, Geschichte und Literatur der neuesten Zeit, Kunstgeschichte, Musikgeschichte, sowie Stenographie, Haushaltsrechnen und Maschinenähen an.
Standardunterrichtsfächer
Spätestens seit etwa 1850 wurden in einigen öffentlichen höheren Mädchenschulen gleiche Fächer wie bei den Jungen unterrichtet, aber mit etwas verminderten Umfang.
Seit etwa 1874 gab es dafür in den verschiedenen deutschen Territorien Normpläne, die nur geringfügig voneinander abwichen. Diese umfassten Evangelische bzw. Katholische Religionslehre, Deutsch, Französisch, Englisch, Rechnen und Raumlehre (Geometrie), Geschichte, Geographie, Naturkunde (oder Naturwissenschaft), Schönschreiben, Zeichnen, Singen, Turnen und weibliche Handarbeiten (die aber nur 2 von 20 bzw. 30 Wochenstunden einnahmen). Es fehlten nur die alten Sprachen Latein und Griechisch, sowie meist Physik und Chemie im Vergleich zu den Knabenschulen.
Es gab gesonderte Unterrichtsmaterialien für höhere Töchterschulen. Auch in dieser Zeit warnten viele männliche Pädagogen davor, die Mädchen zu sehr geistig auszubilden, da sie diese Kenntnisse im späteren Leben sowieso nicht anwenden könnten, und sie ihnen bei ihren familiären und häuslichen Tätigkeiten auch hinderlich sein könnten.

Chemisches Laboratorium der Höheren Töchterschule Zürich, 1923

Die Höhere Töchterschule der Stadt Zürich war wahrscheinlich die anspruchsvollste und progressivste im deutschsprachigen Raum im 19. Jahrhundert. 1883 sollen die Schülerinnen dort bereits Cicero und Caesar im Original gelesen und deutsche Texte ins Lateinische übersetzt haben.  1904 wurde ein Gymnasialkurs eingerichtet.

### Verbreitung
Im 19. Jahrhundert gab es in allen größeren deutschen Städten höhere Mädchenschulen, am meisten in den Residenz- und Hauptstädten der einzelnen Territorien, wie Berlin, Dresden und Hannover.
In Berlin gab es 1864 6 öffentliche und 30 private höhere Töchterschulen sowie 18 private mittlere Töchterschulen. In Dresden waren es 1875 26 private höhere Mädchenschulen.
1893 gab es in Preußen mindestens 349 öffentliche und private höhere Mädchenschulen und 87 Mädchen-Mittelschulen. 1901 wurden dort 213 öffentliche und 656 private höhere Mädchenschulen festgestellt, im gesamten Deutschen Reich 334 öffentliche und 980 private höhere Mädchenschulen mit etwa 190.000 Schülerinnen.

## Höhere Mädchenschulen (Auswahl)

### Chronologisch
Zu den ältesten bekannten deutschen höheren Mädchenschulen gehören
1698–1799
- 1698 Gynaeceum, Halle, durch August Hermann Francke, erste höhere Mädchenschule im deutschsprachigen Raum
- 1705 Magdalenenstift, Altenburg
- 1717 Höhere Töchterschule der Congregation der englischen Fräuleins, Bamberg
- 1739 Höhere Töchterschule der Congregation der Englischen Fräulein, München
- 1749 Höhere Töchterschule der Congregation der Englischen Fräulein, Frankfurt am Main
- 1749 Realschule für Mädchen, Berlin
- 1767 Höhere Töchterschule zu St. Maria Magdalena (Magdalenenschule), Breslau (es gab auch das Maria-Magdalenen-Gymnasium für Jungen)
- 1772 École des Demoiselles, Solitude bei Ludwigsburg
- 1786 Antoinettenschule, Dessau
- 1790 Hof-Töchterschule, Hannover, zusätzlich zur Hof-Söhneschule

1800–1849
- 1802 Töchterschule der Residenz, Hannover, für Töchter von Mitarbeitern am Hof, später Stadttöchterschule, als eine der ersten städtischen höheren Mädchenschulen im deutschsprachigen Raum
- 1804 Elisabethenschule, Frankfurt am Main
- 1804 Ernestinenschule, Lübeck
- 1806 private Mädchenschule von Johann Heinrich Meier in Lübeck, die bis 1871 bestand.[29]
- 1808 höhere Töchterschule von „Madame Wippermann“ in Quedlinburg, , die im März 1863 als „Städtische Höhere Töchterschule“ in den Besitz der Stadt überging und jetzt die Neustädter Grundschule Quedlinburg ist.[30]
- 1810 Karolinenschule, Altenburg
- 1811 Luisenstiftung, Berlin
- 1818 Katharinenstift, Stuttgart
- 1820 Höhere Töchterschule von Johanna Rau, (Tochter des Professors Johann Wilhelm Rau) in Erlangen, die im Mai 1877 von der Stadtgemeinde übernommen wurde und Anfang des 20. Jahrhunderts zu einer „Höheren weiblichen Bildungsanstalt“ mit angeschlossenem Lehrerinnenseminar erweitert wurde, daraus gingen das Marie-Therese-Gymnasium und das Christian-Ernst-Gymnasium hervor.[31]
- 1827 Elisabethschule, Berlin
- 1832 Augustenschule, Berlin
- 1835 Höhere Töchterschule., Saarbrücken, vorher seit 1832 gemischte „Vereinsschule“ mit einer Klasse mit 25 Jungen und Mädchen, jetzt Gymnasium am Rotenbühl.[32]
- 1835 Höhere Mädchenschule, durch Hermann Agathon Niemeyer, Halle (Saale), in den Franckeschen Stiftungen (= Gynaeceum von 1698?)
- um 1835 Höhere Töchterschule, Papenburg, für „die weibliche Jugend höherer Stände“, später Mariengymnasium[33]
- 1836 Cäcilienschule, Oldenburg
- 1847 Höhere Töchterschule, Wiesbaden, seit 1955 Helene-Lange-Schule

1850–1899
- 1850 Höhere Töchterschule, Altenburg[34]
- 1857 „Anstalt für Töchter höherer Stände“ der Louise Henriette von Mangoldt in Tharandt, als Sammelschule mit Pensionat, später Louisenstift.

### Nach Orten
Bitte vor allem Schulen mit Artikel einsetzen (damit die Liste nicht zu unübersichtlich wird)
Berlin
- Crainsche Anstalten
- Victoria-Lyzeum

Braunschweig
- Pott’sche Höhere Töchterschule, heute Gymnasium Kleine Burg

Dresden
- Elisabethschule, 1850–1944
- Höhere Mädchenschule von Julie Falk, dann Margarete Balsat, 1871–1941

Gotha
- Höhere Töchterschule, heute Myconiusschule

Hannover
- Dörriesche Töchterschule, auch Dörrienschule, in Linden vor Hannover, Davenstedter Straße 31, denkmalgeschützt[35]

- Hof-Söhne- und Töchterschule, die spätere Höhere Töchterschule I, später Lyzeum I, aus der die Wilhelm-Raabe-Schule (Hannover) hervorging
- Höhere Töchterschule II (Hannover), die spätere Schillerschule (Hannover)
- Höhere Töchterschule III, die spätere Sophienschule Hannover
- St. Ursula-Schule Hannover, 1851 für katholische Mädchen gegründet, später neben der Propsteikirche St. Clemens auch St. Ursula-Oberlyzeum genannt
- Friederikenschule (Hannover), 1854 in Linden gegründet, die spätere Ihmeschule
- Stadttöchterschule I (Hannover)

Keppel
- Stift Keppel bei Hilchenbach

Leer
- Höhere-Töchter-Schule, heute Teletta-Groß-Gymnasium Leer

Lübeck
- Freesische Schule, heute Thomas-Mann-Schule
- Roquettesches privates Lehrerinnenseminar

Köln
- Höhere Töchterschule von 1871, seit 1907 Königin-Luise-Schule

Wolfenbüttel
- Neu-Watzum, auch Breymannsches Institut

Zürich
- Höhere Töchterschule der Stadt Zürich, 1875, heute Kantonsschule Hohe Promenade